# Mendè
Ne doit pas être confondu avec Mendé ou Mende.
Mendè (grec : Μένδη) est une ancienne cité grecque située sur la péninsule de Cassandra, la plus occidentale des trois péninsules de la Chalcidique. Elle a été fondée par des colons d'Érétrie Très peu connue, elle a vu naître le sculpteur Paionios, célèbre pour son œuvre éponyme, la Victoire de Paionios.

## Histoire
Mendè est fondée par des colons d'Érétrie au VIIIe siècle av. J.-C., mais l'influence de l'Eubée sur la région est plus ancienne. Elle remonte au moins au siècle précédent.
Mendè est mentionnée par Hérodote « comme l'une des villes de la péninsule de Palène où Xerxès a recruté des troupes et des navires lors de son expédition contre la Grèce en 480 avant J.-C. ».
Par la suite la ville a appartenu à la ligue de Délos, mentionnée dans les listes de tributs à Athènes de 454 à 415 avant J.-C.  Malgré le fait qu'un traité de paix avait déjà été signé entre Athènes et Sparte, la cité de Mendès a fait défection de l'alliance avec les Athéniens, passant du côté des Lacédémoniens. Pour éviter d'éventuelles représailles de la part des Athéniens, Brasidas fit transférer les femmes et les enfants de Mendè et de Scione dans la ville d'Olynthe. Les Athéniens envoyèrent des navires sous le commandement de Nicias, et bien qu'au début les combattants de Mendès et de ses alliés aient résisté, les Athéniens, finirent par occuper la ville. Certaines troupes du Péloponnèse s'étaient enfermées dans l'acropole, où elles étaient assiégées par les Athéniens, mais elles ont finalement réussi à briser le siège et à se réfugier à Scione
Mendè est également cité par Tite-Live.

## Site archéologique
Le site de Mendè a été identifié avec la zone de l'actuelle ville de Kalandra dès 1835 par William Martin Leake. Des fouilles ultérieures ont été menées de 1986 à 1994 par Julia Vokotopoulou .
La surface archéologique principale couvre une superficie de 1 200 × 600 mètres et se trouve sur un terrain plat entouré d'une colline et de la mer. De vastes structures d'entrepôts ont été découvertes avec des céramiques datant du IXe au IVe siècle av. J.-C.
Les quartiers bas de la ville, mentionnés par Thucydide, occupaient la zone où se trouvait le port, entre la promenade, la plage et les quartiers hauts sur la colline. Les fouilles ont révélé une partie de l'avenue principale, pavée de galets, flanquée des fondations de bâtiments destinés au stockage de céramiques, d'activités commerciales et de structures d'habitation.
La nécropole était située au sud de la ville. Les fouilles ont permis de découvrir 281 sépultures, principalement des cercueils d'enfants dans des récipients en céramique. Ces découvertes ont également prouvé l'influence de l'Eubée sur la région dès le IXe siècle.

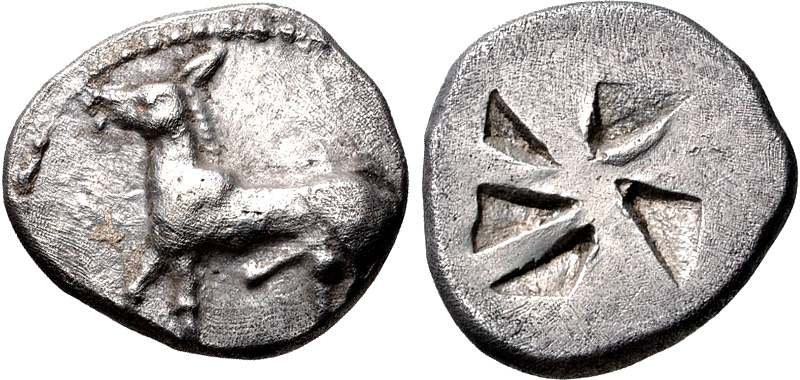
Monnaie de Mendè. Âne ithyphallique sur l'avers. Vers 510-480 av. J.-C.
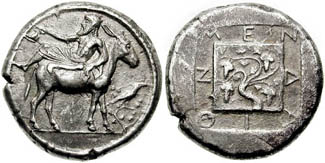
Tétradrachme en argent trouvé à Mendè. Période IVe siècle.